# Ngemplak Seneng
Ngemplak Seneng is een bestuurslaag in het regentschap Klaten van de provincie Midden-Java, Indonesië. Ngemplak Seneng telt 2914 inwoners (volkstelling 2010).